# Cynips du rosier
Diplolepis rosae
Espèce
Synonymes
- Rhodites rosae

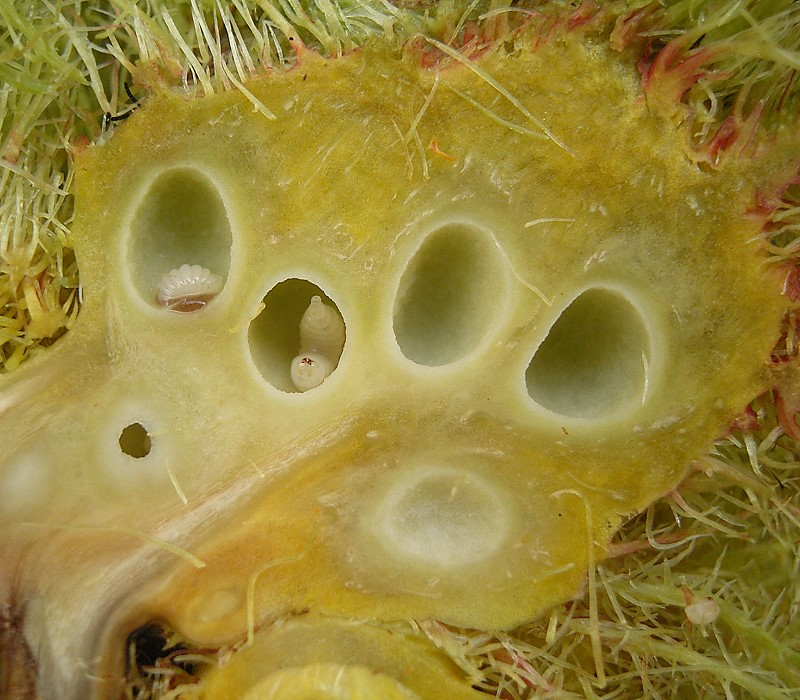
Larves de.

Le cynips du rosier (Diplolepis rosae) est une espèce de minuscules insectes de l'ordre des hyménoptères qui pond ses œufs dans les tissus des rosiers cultivés mais aussi dans les tissus des églantiers sauvages provoquant la formation de galles appelées « bédégars » ou « barbe de Saint-Pierre ».

## Description

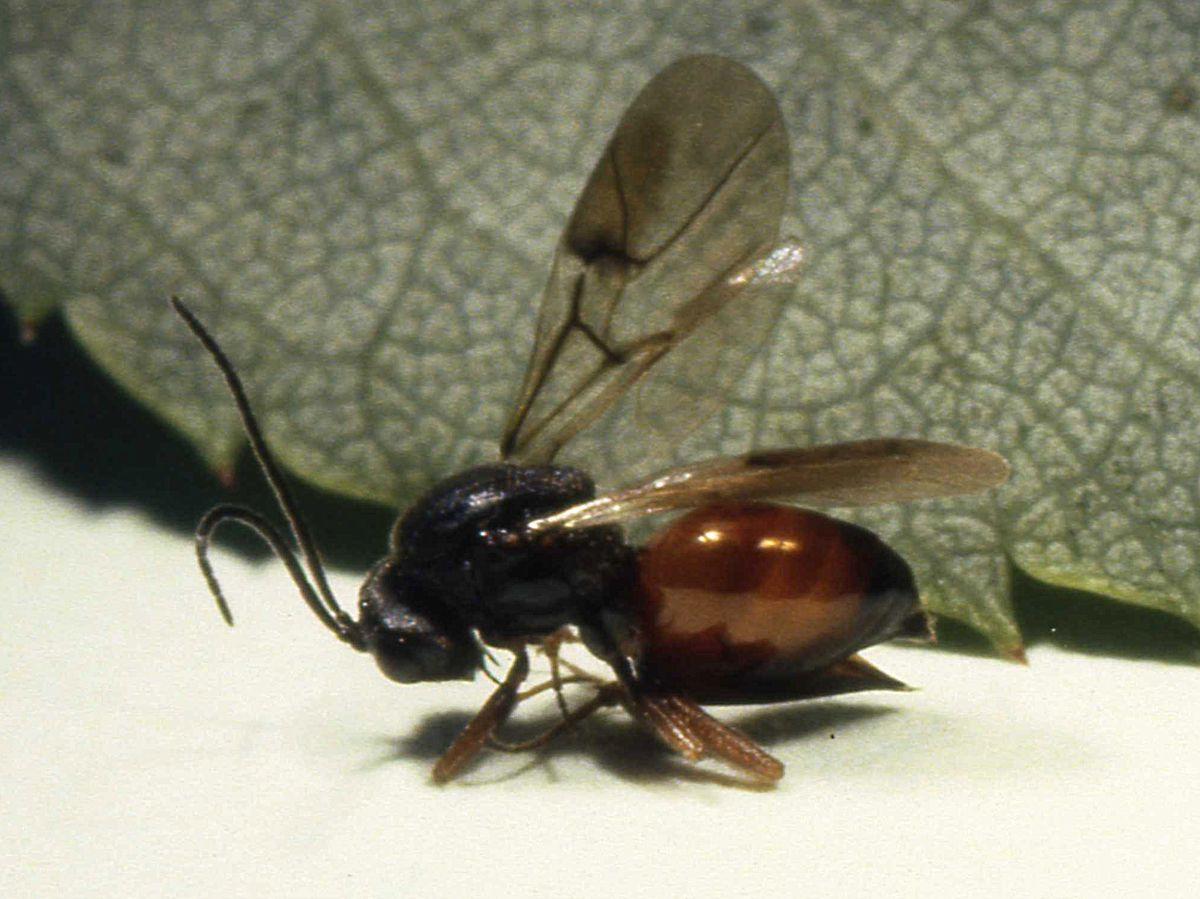
Diplolepis rosae adulte.

L'adulte est un insecte de cinq millimètres de long environ, de couleur noirâtre, à l'abdomen effilé à l'arrière. Les pattes sont jaune rougeâtre. La tête relativement volumineuse porte de longues antennes.

## Biologie

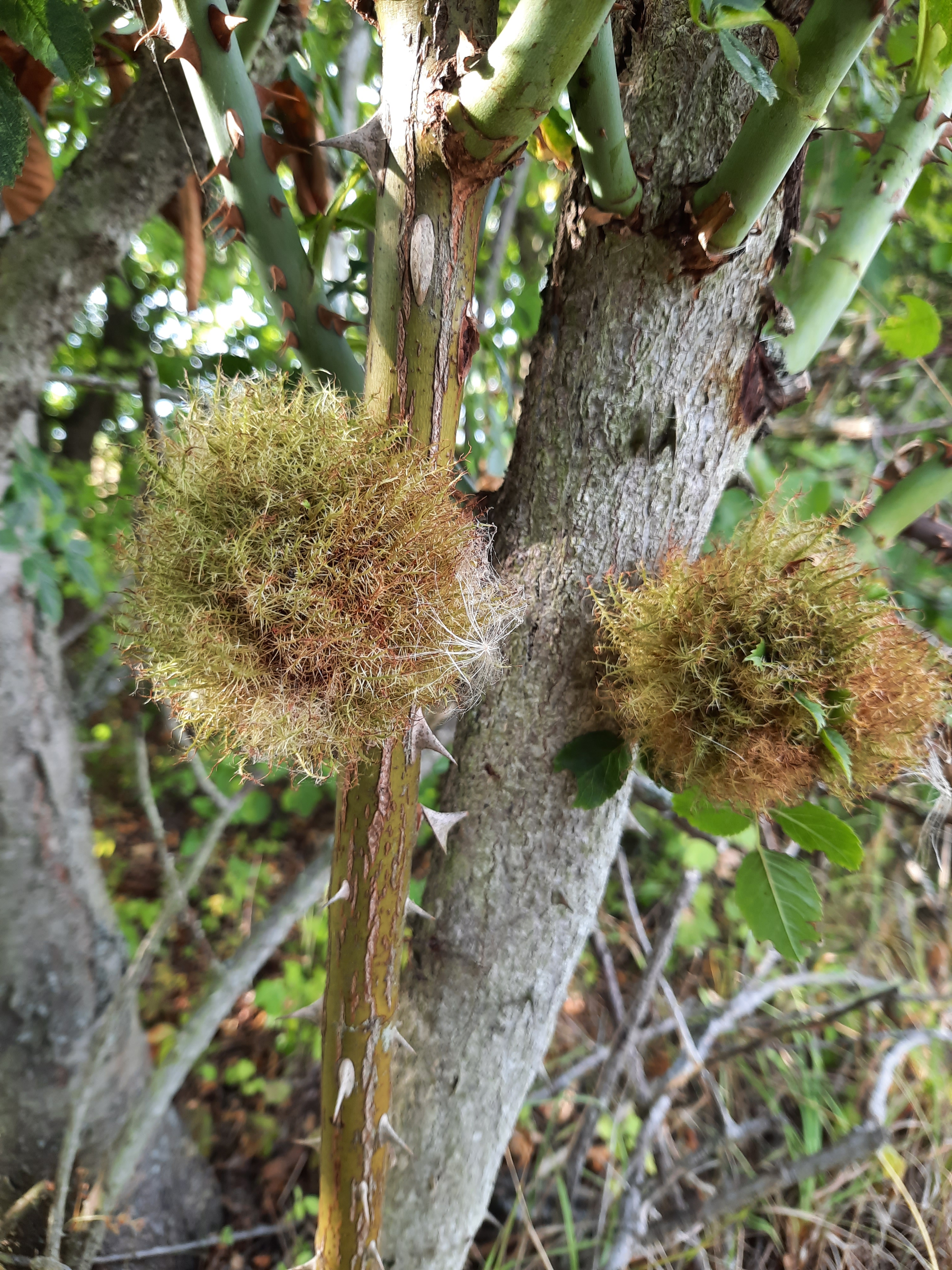
Galle de Cynips du rosier

La femelle pond au printemps, vers le mois de mai, en enfonçant sa tarière dans les tissus de la plante. Selon une réaction mal connue, la présence des larves provoque la formation d'une galle constituée d'une partie centrale dure et entourée de filaments évoquant une chevelure.
Les larves de couleur blanchâtre se développent dans des logettes situées au sein de la galle qui constitue leur alimentation. Ces larves se transforment en nymphes et hivernent dans la galle. Les adultes éclosent au printemps suivant.
Ces insectes se reproduisent essentiellement de façon parthénogénétique. Les mâles sont rarement observés.
Les larves peuvent être parasitées à l'intérieur même des galles par des insectes du genre Ichneumon et de nombreux autres hyménoptères solitaires dont Torymus bedeguaris. (De nombreuses espèces du genre Torymus peuvent s'attaquer à d'autres espèces d'hyménoptères responsables de la formation de galles ).

## Symptômes et dégâts

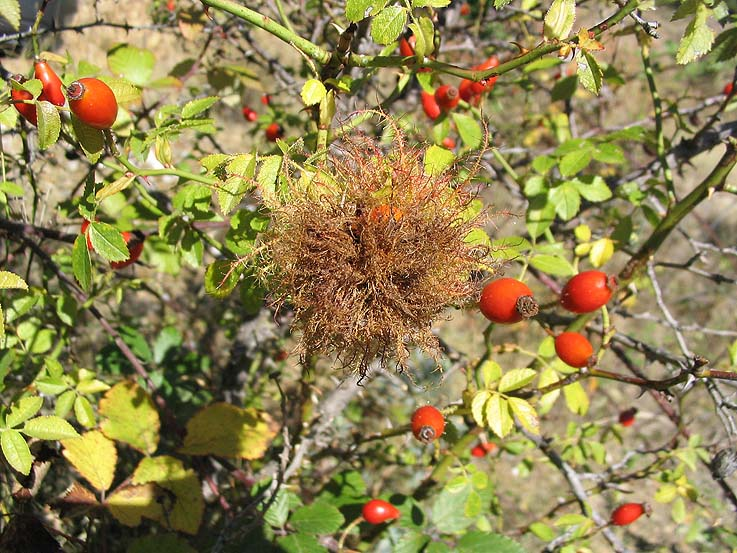
Galle chevelue de rosier appelée bédégar.

L'insecte induit sur les tiges, au niveau de bourgeons, des galles chevelues, appelées bédégars, formées de nombreux filaments enchevêtrés verdâtres à l'extrémité rougeâtre, d'un diamètre généralement compris entre 3 et 4 cm, voire plus selon le nombre de larves présentes.
Ces galles affectent très peu la vigueur des plantes concernées.